# Forti
Forti a fost o echipă de Formula 1 care a concurat in campionatul mondial în sezoanele 1995 și 1996.

## Palmares în Formula 1
| Sezon | Piloți                                                | Puncte | Loc clasament general |
| ----- | ----------------------------------------------------- | ------ | --------------------- |
| 1996  | Luca Badoer (10 curse) / Andrea Montermini (10 curse) | 0      | -                     |
| 1995  | Pedro Diniz / Roberto Moreno                          | 0      | -                     |